# Барр, Жан-Марк
Жан-Марк Барр (фр. Jean-Marc Barr) — французский актёр и режиссёр.

## Биография
Жан-Марк Барр родился 27 сентября 1960 года в немецком городе Битбург. Он вырос в интернациональной семье: мать — француженка, а отец — американский лётчик, принимавший участие во Второй мировой войне. Барр — билингв, одинаково владеющий английским и французским языками.
Получил гуманитарное образование в Калифорнийском университете, в Сорбонне и на драматическом отделении Парижской консерватории. Переехав в Лондон, он продолжил своё образование в знаменитой Гилдхоллской школе музыки и театра.
Сильное увлечение Шекспиром изменило круг его наклонностей и занятий. В театре и кино Барр работает с 1980-х годов. В 1986 году Жан-Марк переехал во Францию, где начал играть в театре. Кроме того, он участвует в нескольких телевизионных и кинематографических проектах, однако без особого успеха. Звездой он стал лишь после исполнения главной роли в фильме Люка Бессона «Голубая бездна» (номинация на премию «Сезар» 1989 года в категории «лучший актёр»). В том же году Барр принимает участие в лондонской театральной постановке Теннесси Уильямса «Орфей спускается в ад», сыграв вместе с Ванессой Редгрейв.
Самое сильное влияние на формирование творческой индивидуальности Барра оказало его многолетнее сотрудничество с Ларсом фон Триером («Европа», «Рассекая волны», «Танцующая в темноте»).
Вместе со своим постоянным соавтором Паскалем Арнольдом Барр, вдохновленный манифестом фон Триера «Догма-95», решил последовать её постулатам. Вскоре состоялся его режиссёрский дебют. Вместо предполагавшегося изначально одного фильма Барр и Арнольд снимают целую трилогию, получившую название «Трилогия свободы». Они пытаются очертить территорию свободы в трех измерениях: любовь («Любовники», 1999), секс («Слишком много плоти», 2000), дух («Просветление», 2001). Проект был поддержан первым коммерческим каналом французского телевидения TF1 и стал громким культурным событием в европейских интеллектуальных кругах.
Также актёр снялся в видеоклипе «Charmless Man» группы Blur.

## Фильмография

### Актёр
- 1984 — Король-лягушонок / The Frog Prince — Джеймс
- 1985 — Царь Давид / King David — Авессалом
- 1988 — Голубая бездна / Le Grand Bleu — Жак Майоль
- 1991 — Европа / Europa — Leopold Kessler
- 1992 — Чума / La Peste - Jean Tarrou (Жан Тарру)
- 1994 — Любимый сын / Le Fils préféré
- 1995 — Господин капитан или шагая в темноте / fr:Mon capitaine, un homme d'honneur — Silvio Roatto
- 1996 — Рассекая волны / Breaking the Waves — Terry
- 1998 — Приключения Сент-Ива / St. Ives — Captain Jacques de Keroual de Saint-Yves (Сент-Ив)
- 2000 — Танцующая в темноте / Dancer in the Dark — Norman
- 2002 — Красная сирена / La Sirène rouge — Hugo Cornelius Toorop
- 2003 — Ключи от машины / Les Clefs de bagnole
- 2003 — Развод / Le Divorce — мэтр Бертрам
- 2005 — Мандерлей / Мистер Робинсон
- 2006 — Самый главный босс / Спенсер
- 2011 — Логово Вуивры / Le Repaire de la Vouivre (мини-сериал) — Поль Пратт
- 2013 — Нимфоманка / Nymphomaniac — должник
- 2013 — Биг-Сур / Big Sur — Джек Керуак
- 2017 — Зерно / Grain — профессор Эрол Эрин
- 2023 — Капсульное поколение / The Pod Generation — Основатель

### Режиссёр
- 1999 — Любовники / Lovers
- 2000 — Слишком много плоти / Too Much Flesh
- 2001 — Просветление / Being light
- 2006 — У каждого своя ночь / Chacun sa nuit
- 2011 — Перевод с американского / American Translation
- 2012 — Сексуальные хроники французской семьи / Chroniques sexuelles d’une famille d’aujourd’hui